# Colors Turn to Grey
«Colors Turn to Grey» (en español "Los colores se vuelven gris"), es una canción pop-folk grabada por la cantautora Noruega Marion Raven en 2012, la canción fue escrita por Eirik Gronner, Jorn Dahl y Kurt Nilsen, en un principio la canción sería el primer sencillo promocional del nuevo álbum de Raven, pero por problemas de discográficas, éste quedó sólo como un "airplay", fue editado en Noruega por el sello Playroom Music y en el resto del mundo la distribución corrió a cargo de Sony Music Entertainment, con fecha de edición el 9 de marzo de 2012 a través de iTunes. Si bien no fue un gran éxito de ventas, éste logró colocarse con gran dignidad entre los fanes de Raven, que, aún sorprendidos por el drástico cambio en el estilo musical, nunca dejaron de apoyar el sencillo.
En abril de 2013, a la par del lanzamiento del álbum Songs from a Blackbird, se descubriría que 'Colors Turn to Grey' si formaba parte del álbum aunque como una pista adicional y con una versión regrabada distinta a la del sencillo digital.

## Vídeo
El vídeo fue grabado en Noruega y dirigido por Marie Kristiansen, y muestra en escenas a una pareja en su vida cotidiana en casa, con algunos problemas como la indiferencia que muestra el hombre hacia su mujer, y el refugio que se puede encontrar en las bebidas alcohólicas; se intercalan escenas de Raven en un fondo rojo cantando la canción, así como imágenes de Raven con un efecto tipo caleidoscopio y/o teleidoscopio, y con diversos vestuarios. El vídeo se estrenó el día 30 de marzo a través del canal oficial de Marion Raven en Youtube.

## Versiones
1. Colors Turn to Grey (Sencillo digital) - 3:14
2. Colors Turn to Grey (Versión regrabada del álbum) - 3:11